# Сальпы
Са́льпы, или сальпообразные, или талиацеи (лат. Thaliacea), — класс оболочников. В отличие от родственных таксонов, это свободно плавающие (пелагические) существа, остающиеся такими на протяжении всего своего жизненного цикла. Играют большую роль в экологии моря. Их плотные фекальные шарики опускаются на дно океана и могут составлять значительную часть глобального углеродного цикла. Питаются фильтрованием.

## Классификация
В класс включают 3 отряда, которые ранее считали самостоятельными классами или подклассами:
- Отряд Doliolida Delage & Hérouard, 1898 — Бочёночники, или долиолиды
  - Подотряд Doliolidina Godeaux, 1996
    - Семейство Doliolidae Bronn, 1862
    - Семейство Doliopsoididae Godeaux, 1996

  - Подотряд Doliopsidina Godeaux, 1996
    - Семейство Doliolunidae Robison, Raskoff & Sherlock, 2005
    - Семейство Doliopsidae Godeaux, 1996
    - Семейство Paradoliopsidae Godeaux, 1996
- Отряд Pyrosomida Jones, 1848 — Огнетелки, или пиросомы, или пиросомиды
  - Семейство Pyrosomatidae Lahille, 1888
- Отряд Salpida — Сальпиды, или сальпы
  - Семейство Salpidae Lahille, 1888

## Описание
Сальпы — плавающие (пелагические) морские животные. Имеют общие с асцидиями черты строения, но отличаются способностью к реактивному движению. Тело внешне напоминает огурец или бочонок. Ротовой и клоакальный сифоны расположены на противоположных концах тела, окружённого тонкой, студенистой, полупрозрачной туникой. Мантия образована однослойным эпителием, к внутренней поверхности которого прилегают мускульные ленты (часто их 8—9), наподобие обручей охватывающие тело животного. У бочёночников эти мускульные ленты замкнутые, а у настоящих сальп прерываются на брюшной стороне. В отличие от взрослых асцидий, имеющих гладкую мускулатуру, у сальп волокна мускульных лент поперечнополосатые. Почти всё тело занимают глоточная и атриальная полости, разделённые перегородкой—спинным выростом. Эта перегородка прободена несколькими жаберными отверстиями — стигмами; у настоящих сальп их всего две, у бочёночников — от десяти до пятидесяти. Последовательное, от переднего конца тела, сокращение мускульных лент гонит воду из глоточной в атриальную полость и с силой выталкивает её из относительно узкого клоакального сифона, благодаря этому животное толчками медленно продвигается вперёд.
По дну глотки проходит хорошо развитый эндостиль, спереди соприкасающийся с околоротовым кольцом мерцательных клеток. От задней части глотки отходит короткий пищевод, переходящий в желудок; кишечник открывается в атриальную полость. На стенках желудка заметны выпячивания — печёночные выросты. Сердце лежит под пищеводом. В передней части тела на спинной стороне имеется нервный узел (ганглий), к которому примыкает пигментированный глазок (орган световых восприятий). Под ганглием расположена невральная железка. На некотором расстоянии от него лежит статоцист — орган равновесия, соединённый с ганглием нервом.
Для сальп характерно чередование полового, и бесполого поколений (метагенез), обычно связанное с образованием сложных полиморфных колоний. Из оплодотворённого яйца развивается бесполая сальпа, у которой гонад не образуется, а на брюшной стороне тела, у конца глотки, формируется вырост — почкородный столон. Он разрастается, и по его бокам формируются почки, постепенно превращающиеся в цепочку дочерних особей. На столоне нередко развиваются сотни и даже тысячи дочерних особей. Подросшие животные отрываются от столона; у них в отличие от материнской особи образуются гонады: семенник и яичник (гермафродиты). В яичнике обычно формируется одно яйцо, после созревания оплодотворяемое сперматозоидом, проникшим в яичник по яйцеводу из атриальной полости. Вокруг оплодотворённого яйца образуется заполненная кровью лакуна, напоминающая плаценту млекопитающих, — «элеобласт»; из крови материнского организма зародыш получает питательные вещества. Сформировавшись, он разрывает окружающую оболочку и с током воды выходит из клоакального сифона. Материнский организм при этом погибает, а зародыш, продолжая расти, превращается в бесполую особь с почкородным столоном. Цикл размножения замыкается.
Ещё сложнее метагенез бочёночников. Из оплодотворённого яйца развивается личинка, имеющая короткий хвост с зачатком хорды. Сразу же после вылупления хвост редуцируется и личинка преобразуется в молодую бесполую особь, у которой функционируют все внутренние органы, но нет половых желёз. На её брюшной стороне образуется короткий почкородный столон, а на спинной стороне, над клоакальным сифоном, вырастает длинный спинной столон, внутренняя полость которого представляет собой две заполненные кровью обширные лакуны. На брюшном столоне последовательно формируются многочисленные почки трёх генераций. После образования маленькая почка отшнуровывается от столона и подхватывается крупными подвижными амёбовидными клетками — фороцитами. Последние, перемещаясь по поверхности тела особи — основательницы колонии, — транспортируют почки на спинной столон и размещают их там в определённом порядке.
Почки первой генерации располагаются по бокам спинного столона и, вырастая, превращаются в гастрозооиды, имеющие огромные ротовые сифоны и мощный пищеварительный аппарат; интенсивно фильтруя воду и собирая пищу, гастрозооиды снабжают питательными веществами всю колонию. Пищеварительные органы основательницы редуцируются, и она превращается в двигательный снаряд, влекущий возникшую на спинном столоне сложную колонию. Почки второй генерации размещаются в два ряда вдоль средней линии спинного столона и превращаются в форозооиды: они сидят на ножках, имеют меньшие размеры; их назначение — расселять половые особи (поэтому они и названы «расселителями» — форозооидами). Наконец, третья генерация почек размещается на ножках форозооидов и превращается в половых особей — гонозооидов, у которых имеется пищеварительный аппарат и развиваются гонады. Через некоторое время форозооиды отрываются от колонии, плавают и кормят растущих генозооидов. Последние вскоре отрываются от форозооидов, самостоятельно плавают и кормятся, в них созревают половые клетки. Из оплодотворённых яиц развиваются бесполые особи и начинают новый цикл размножения. Полиморфная колония бочёночников может состоять из тысяч дочерних особей.
Сочетание полового и бесполого размножения путём чередования поколений в классе сальп, видимо, связано с высокой смертностью от многочисленных врагов. Приобретение сальпами способности к реактивному движению сопровождалось исчезновением типичной для асцидий расселительной личинки. В редуцированном виде она на короткое время сохраняется лишь у некоторых бочёночников, но функционального значения не имеет. Сложные полиморфные колонии бочёночников, состоящие из несущих различные функции особей, представляют своеобразные «сверхорганизмы», нередко встречающиеся среди некоторых беспозвоночных.
Сальпы и бочёночники встречаются преимущественно в тёплых морях; в холодные воды проникают лишь немногие виды. Все они ведут пелагический образ жизни, обитая в поверхностном 200—300-метровом слое, но иногда бочёночников добывали и на глубинах до 2—3 км.Кормятся они мелкими планктонными организмами. Местами образуют большие скопления: иногда в 1 м3 воды насчитывали до 2—3 тыс. мелких сальп. Сальп и бочёночников рыбы, видимо, не едят. Местами они могут быть кормовыми конкурентами планктонных ракообразных.